# 식물성 기름 목록
식물성 기름은 식물에서 추출한 트라이글리세라이드이다.

## 식용 기름

### 주요 식용유
- 땅콩기름
- 면실유
- 옥수수기름
- 올리브유
- 유채기름 (카놀라유, 콜자유)
- 코코넛기름
- 콩기름
- 팜유
- 포도씨유
- 해바라기씨유
- 홍화유

### 견과류 기름
- 개암기름
- 마룰라기름
- 마카다미아기름
- 몽공고기름
- 아르간기름
- 아몬드기름
- 잣기름
- 캐슈기름
- 피스타치오기름
- 피칸기름
- 호두기름

### 기타 씨앗 기름
- 겨기름
- 겨자기름
- 님기름
- 들기름
- 삼씨기름
- 수박씨기름
- 아마인유
- 아보카도기름
- 참기름
- 팜핵유
- 피마자유
- 호박씨유
- 동백기름

### 감귤류 기름
- 레몬기름
- 오렌지기름

## 같이 보기
- 캐리어 오일
- 지방산